# HMS H43
HMS H43 (pennant number - 43H, N43) – brytyjski okręt podwodny typu H. Zbudowany w latach 1917–1919 w stoczni Armstrong Whitworth w Newcastle upon Tyne, gdzie okręt został wodowany 2 lutego 1919 roku. Do służby w Royal Navy został przyjęty 25 listopada 1919 roku.
HMS H43 należał do serii okrętów typu H ze zmienioną konstrukcją. Po internowaniu części okrętów budowanych na zlecenie w Stanach Zjednoczonych zapadła decyzja o przeniesieniu produkcji do Wielkiej Brytanii. Od początku 1917 roku do końca 1920 roku w stoczniach Vickers, Cammell Laird, Armstrong Whitworth, Beardmore oraz HM Dockyard wybudowano 23 okręty tego typu.
W listopadzie 1944 roku okręt został sprzedany i następnie złomowany w Troon.